# Paolo D'Achille

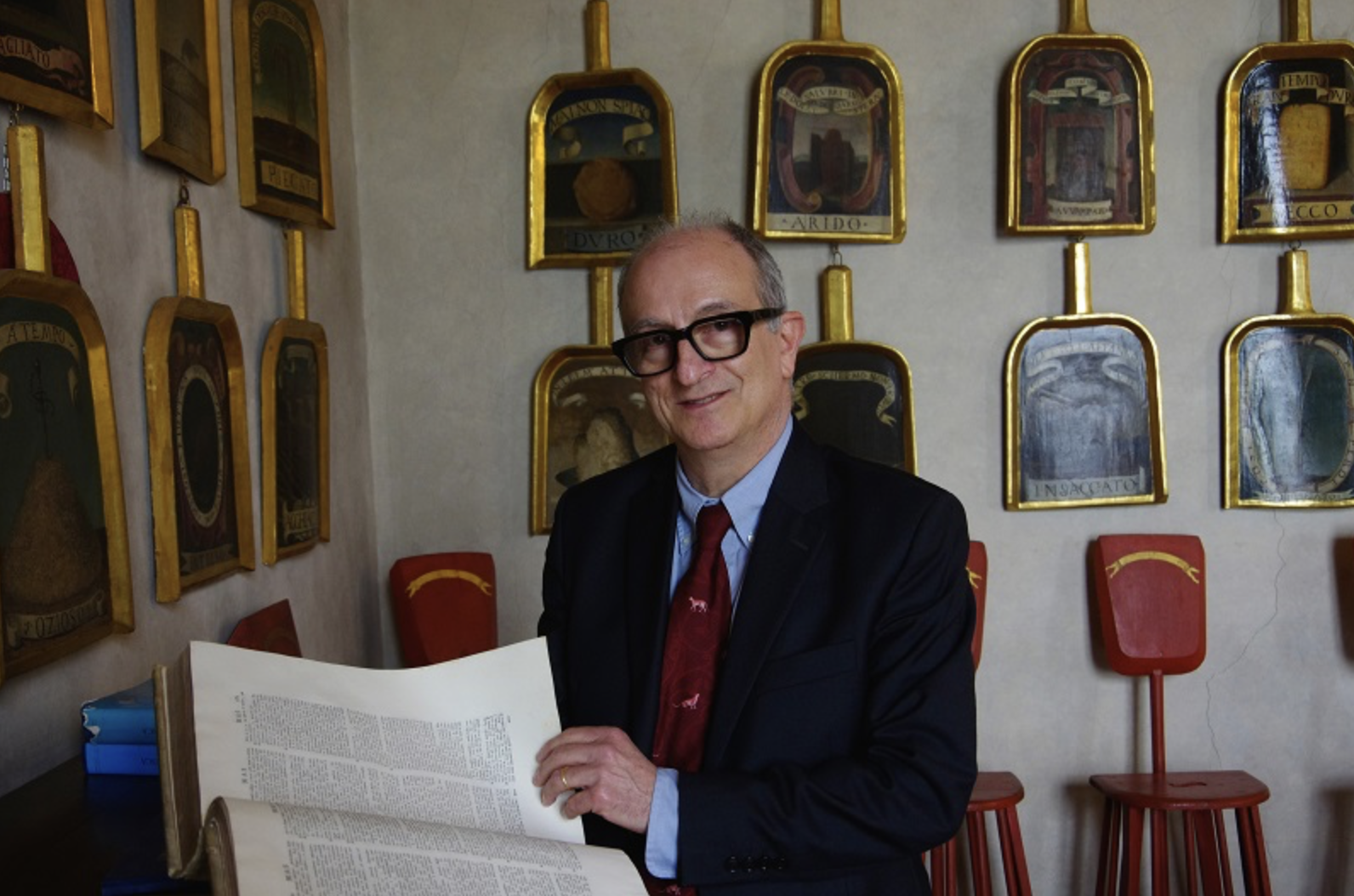
Paolo D'Achille nella Sala delle Pale, all'interno della Villa Medicea di Castello, sede dell'Accademia della Crusca

Paolo D'Achille (Roma, 22 novembre 1955) è un linguista italiano, dal 28 aprile 2023 presidente dell'Accademia della Crusca.

## Biografia e carriera
Dopo essersi diplomato presso il Liceo classico statale Giulio Cesare di Roma, si è laureato in lettere, presso l'Università di Roma La Sapienza, nel 1977, con Rosa Del Conte, professoressa ordinaria di Lingua e letteratura romena (1907-2011), la quale lo avrebbe poi nominato suo esecutore testamentario. Ha successivamente conseguito, presso il medesimo ateneo, un diploma di perfezionamento in filologia romanza, nel 1982, e un dottorato di ricerca in linguistica, nel 1987, sotto la guida di Francesco Sabatini.
Dal 2000, è professore ordinario di Linguistica Italiana all'Università degli Studi Roma Tre, sede presso la quale è approdato nel 1992, come professore associato (sino al 2000), dopo aver insegnato, nel 1991-1992, in qualità di ricercatore, Storia della Grammatica e della Lingua Italiana all'Università degli Studi dell'Aquila, dove avrebbe continuato a tenere l'insegnamento di Storia della lingua italiana fino al 1999-2000.
I suoi campi d'interesse sono la storia della lingua italiana, l'italiano contemporaneo, la situazione linguistica romana e laziale, la lingua del melodramma, nonché il lessico e la formazione delle parole in prospettiva diacronica.
Ha tenuto lezioni per dottorati, corsi di perfezionamento, master, scuole estive e workshop presso numerosi Atenei, tanto italiani quanto stranieri, tra cui le Università di Cagliari, Catania, Ferrara, Lecce, Milano (“Università Cattolica del Sacro Cuore”), Modena e Reggio Emilia, Napoli (“Università Federico II”), Perugia (“Università per Stranieri”), Potenza, Verona, ma anche Basilea, Berna, Bonn, Cluj-Napoca, Copenaghen, Costanza, Heidelberg, Stoccolma e Zurigo.
È stato socio corrispondente dell'Accademia della Crusca dal 2011 al 2013, anno in cui è divenuto socio ordinario. Dal 2015, è direttore della rivista “La Crusca per voi”, dopo esser stato membro del Comitato di Redazione dal 2013 al 2014, e, dal 2017, è membro del comitato scientifico di “Italiano digitale. La rivista della Crusca in rete”. È responsabile del Servizio di Consulenza linguistica dell'Accademia della Crusca. È diventato membro del Direttivo dell'Accademia nel 2017, per poi assumere il ruolo di Vicepresidente della stessa istituzione dal 20 giugno 2022 ed essere eletto presidente il 28 aprile 2023, succedendo a Claudio Marazzini.

All'interno dell'Accademia ha assunto il nome di "Integrale" e la sua pala ha per motto "Dentro ogni tutto, ed antico e novello" (Tommaso Campanella, Io, che nacqui dal Senno e da Sofia).

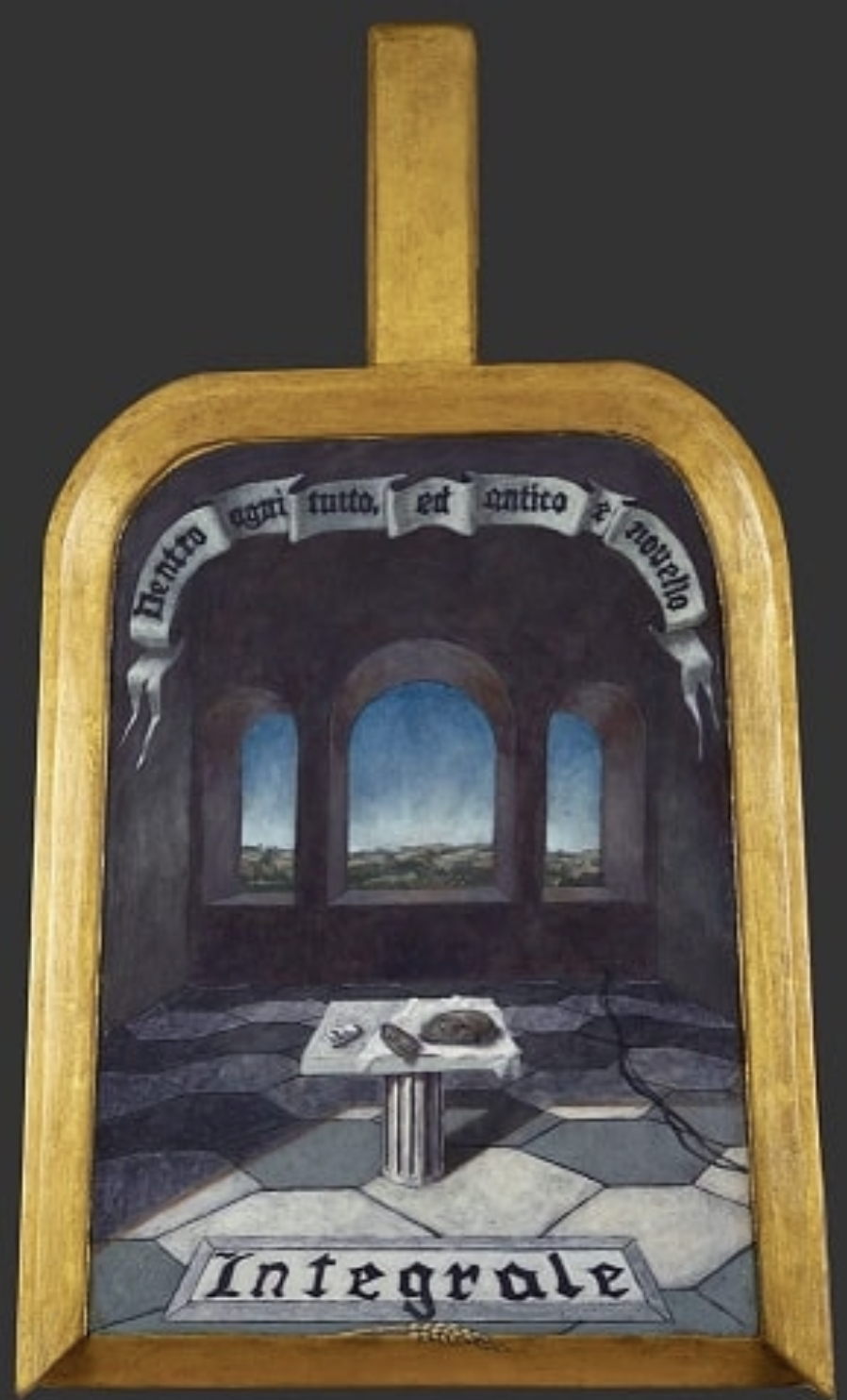
La pala accademica di Paolo D'Achille, l'Integrale, con il motto "Dentro ogni tutto, ed antico e novello" (Tommaso Campanella, Io, che nacqui dal Senno e da Sofia)

Dal 1987 al 2023 è stato corrispondente per il Lazio della “Rivista Italiana di Dialettologia” e, dal 2018, è membro del Comitato scientifico della stessa rivista. È stato dal 2005 al 2008 direttore della “Rid.IT - Rivista on line di Italianistica” e dal 2012 dirige, insieme ad Alda Rossebastiano, la collana STILEDIA (“Storia dell'Italiano, Lessicologia, Dialettologia”) per SER/ItaliAteneo. È membro del Comitato scientifico di numerose altre riviste, tra cui la “Rivista Italiana di Onomastica” (dal 2006), “Lid'O. Lingua italiana d'oggi” (dal 2006), “Siculorum Gymnasium” (dal 2015), “Translatorica & Translata” (dal 2018), “Italiano a scuola” (dal 2018). È, inoltre, membro del comitato direttivo di “Lingua e stile” (coordinatore dal 2021) e dirige le collane “Le strutture dell'italiano contemporaneo”, per il Mulino, dal 2021, e “Strumenti e testi”, collana dell'Accademia della Crusca, dal 2022.
Ha rivestito ruoli in Associazioni e Società linguistiche di rilievo nazionale e internazionale: dal 1999 al 2002 è stato segretario dell'ASLI (Associazione per la Storia della Lingua Italiana); dal luglio 2000 all'ottobre 2002 presidente della SILFI (Società Internazionale di Linguistica e Filologia Italiana), del cui direttivo ha fatto parte dal 1998 al 2004; dal 2007 al 2010 è stato membro del Comitato Esecutivo della SLI (Società di Linguistica Italiana); dal 2012 al 2016 è stato coordinatore della sezione Scuola dell'ASLI È, inoltre, membro dell'associazione “Roma nel Rinascimento” (corrispondente scientifico), del “Centro di Studi Giuseppe Gioachino Belli”, della “Società Filologica Romana”, dell'“Arcadia” (socio corrispondente dal 2001; socio ordinario dal 2004; membro del Savio collegio dal 2021), della “Società Romana di Storia Patria” (socio corrispondente dal dicembre 2009; socio effettivo dal giugno 2015); del Centro di Studi filologici e linguistici siciliani (socio dal 2018).
Ha pubblicato saggi, recensioni, schede, note e rassegne, in sedi come: “AION. Linguistica”; “Contributi di Filologia dell'Italia Mediana”; “Lingua Nostra”; “Lingua e Stile”; “Revue Romane”; “Rivista Italiana di Dialettologia” (ne ha curato lo schedario Lazio dal 1988 al 2022); “Rivista Italiana di Onomastica”; “Romanische Forschungen”; “Romance Philology”; “RR. Roma nel Rinascimento”; “Studi di Filologia Italiana”; “Studi di Grammatica Italiana”; “Studi di Lessicografia Italiana”; “Studi Linguistici Italiani”.
Ha collaborato, curando la revisione del lemmario e redigendo varie voci grammaticali, al Dizionario Italiano Sabatini Coletti (DISC), Firenze, Giunti, 1997. È autore, insieme a Claudio Giovanardi, del Vocabolario del romanesco contemporaneo, Roma, Newton Compton, 2023.
Nel 2019, è stato insignito del premio speciale "Non omnia possumus omnes" nell'ambito del Premio letterario nazionale "Nicola Zingarelli"; nel 2024 gli è stato attribuito il premio “Visioni”  nell’ambito del festival “Parole in cammino. Il festival dell’Italiano e delle lingue d’Italia”. Sempre nel 2024, la Ministra della Cultura della Repubblica francese Rachida Dati gli ha conferito il grado di Ufficiale dell'Ordine delle arti e delle lettere.
Negli anni giovanili ha fatto il bibliotecario e anche, come dilettante, l'attore: è stato il primo interprete (anche regista) della commedia Una stanza al buio di Giuseppe Manfridi (1981); la sua ultima esperienza in questo campo risale al 1991 (La scuola di ballo, commedia in terzine dantesche di Carlo Goldoni).
Da settembre 2023 è titolare della rubrica televisiva "Pronto soccorso linguistico" del programma Unomattina in famiglia della Rai, sostituendo il prof. Francesco Sabatini.

## Opere principali
- La «Cronaca volgare» isidoriana. Testo tre-quattrocentesco di area abruzzese, L'Aquila, Deputazione Abruzzese di Storia Patria, 1982, pp. 220.
- La letteratura volgare e i dialetti di Roma e del Lazio. Bibliografia dei testi e degli studi, I, Dalle origini al 1550, Roma, Bonacci, 1984, pp. 187 (coautore: Claudio Giovanardi; presentazione di Giorgio Petrocchi e Francesco Sabatini).
- Il volgare nelle chiese di Roma. Messaggi graffiti, dipinti e incisi dal IX al XVI secolo, Roma, Bonacci, 1987, pp. 187 (coautori: Francesco Sabatini e Sergio Raffaelli; sono suoi i saggi Iscrizioni votive e sepolcrali in volgare dei secoli XIV-XVI, pp. 67-107, e Le didascalie degli affreschi di Santa Francesca Romana (con un documento inedito del 1463), pp. 109-183).
- Sintassi del parlato e tradizione scritta della lingua italiana. Analisi di testi dalle origini al secolo XVIII, Roma, Bonacci, 1990, pp. 388.
- Breve grammatica storica dell'italiano, Roma, Carocci, 2001, pp. 126; 2. ed. 2004 (rist. corretta 2010), pp. 132; 3. ed. 2019, pp. 143.
- Dal Belli ar Cipolla. Conservazione e innovazione nel romanesco contemporaneo, Roma, Carocci, 2001, pp. 215 (coautore: Claudio Giovanardi).
- L'italiano contemporaneo, Bologna, Il Mulino, 2003, pp. 239; 2. ed. 2006, pp. 264; 3. ed. 2010, pp. 288; 4. ed. 2019, pp. 279.
- Lasciatece parlà. Il romanesco nell'Italia di oggi, Roma, Carocci, 2012, pp. 362 (coautrici: Antonella Stefinlongo e Anna Maria Boccafurni; sono suoi i capp. 2, 3, 5, 6, 8, 11, 14, 17, 20).
- Parole nuove e datate. Studi su neologismi, dialettismi, prestiti, Firenze, Franco Cesati, 2012; rist. corretta 2013, pp. 254.
- Parole: al muro e in scena. L'italiano esposto e rappresentato, Firenze, Franco Cesati, 2012, pp. 383.
- Che pizza!, Bologna, il Mulino, 2017, pp. 133.
- Pasolini per l'italiano, l'italiano per Pasolini, a cura di Simona Schiattarella, Alessandria, Edizioni dell'Orso, 2019, pp. XI, 39.
- Ma che ce stanno a fà? Le parole di Roma nella lessicografia italiana, Firenze, Franco Cesati, 2022, pp. 120 (coautori: Elisa Altissimi e Kevin De Vecchis).
- Italiano dei semicolti e italiano regionale. Tra diastratia e diatopia, Limena (Padova), libreriauniversitaria.it, 2022, pp. 273.
- Vocabolario del romanesco contemporaneo, Roma, Newton Compton, 2023, pp. 1952 (coautore: Claudio Giovanardi).